# 8889 Mockturtle
A 8889 Mockturtle (ideiglenes jelöléssel 1994 OC) a Naprendszer kisbolygóövében található aszteroida. Y. Shimizu és Urata Takesi fedezte fel 1994. július 31-én.